# 野村正雄
野村 正雄（のむら まさお、1943年 5月2日‐）は、日本の銀行家。
三栄相互銀行社長、および普通銀行（第二地方銀行）転換後の奈良銀行社長・頭取を、通算26年間にわたって務めた。

## 来歴
1943年5月2日、三栄相互銀行（1953年設立）の創業者で初代社長の野村万作（戦後、官選31代・公選初代奈良県知事）の長男として奈良県に生まれる。青々中学校（現東大寺学園）を経て、1968年に京都大学法学部を卒業後に大和銀行に入行し、4年間勤務した。1972年に三栄相互銀行に入社、1974年５月には取締役に就任し、業務部長としてコンピューター化の導入を推進した。
1978年12月6日、創業社長の野村万作の死去を受けて、翌12月7日に取締役であった野村正雄が第２代社長に就任した。これは「全国金融界で最も若い35歳の社長」の登場であった。1989年の相互銀行の普通銀行（第二地方銀行）一斉転換に伴い、同年4月に三栄相互銀行が奈良銀行に商号変更したことで奈良銀行社長に、さらに1991年には職名変更によって奈良銀行頭取（～2003年9月、その後「社長」に再変更）になった。
2004年6月、三栄相互銀行時代を含めて26年間に及ぶ第2代頭取・社長の職を退任し、りそなホールディングスから派遣された大和銀行出身の上林義則副社長が奈良銀行第3代社長に就いた。同年10月にはりそな銀行による吸収合併が発表され、奈良銀行は2006年1月に正式に合併された。